# Nissan Primera
Nissan Primera je automobil japanski proizvođača Nissan Motors i proizvodi se od 1990. do 2007. godine.

## Prva generacija (P10)
Prva generacija, model P10, se proizvodio od 1999. – 2006. godine. 

### Motori
- 1.6 L, 66 kW (90 KS)
- 1.6 L, 75 kW (102 KS)
- 2.0 L, 85 kW (116 KS)
- 2.0 L, 92 kW (125 KS)
- 2.0 L, 110 kW (150 KS)
- 2.0 L dizel, 55 kW (75 KS)

## Druga generacija (P11)
Druga generacija, model P11, se proizvodio od 1996. – 2002. godine. Facelifting je bio 1999. godine.

### Motori
- 1.6 L, 74 kW (101 KS)
- 1.8 L, 84 kW (114 KS)
- 2.0 L, 85 kW (115 KS)
- 2.0 L, 96 kW (130 KS)
- 2.0 L, 103 kW (140 KS)
- 2.0 L, 110 kW (150 KS)
- 2.0 L turbo dizel, 66 kW (90 KS)

## Treća generacija (P12)
Treća generacija, model P12, se proizvodio od 2002. do 2007. godine.

### Motori
- 1.6 L, 80 kW (109 KS)
- 1.8 L, 85 kW (116 KS)
- 2.0 L, 103 kW (140 KS)
- 1.9 L turbo dizel, 88 kW (120 KS)
- 2.2 L turbo dizel, 93 kW (126 KS)
- 2.2 L turbo dizel, 102 kW (139 KS)